# Nguyễn Phúc Lương Huy
Nguyễn Phúc Lương Huy (chữ Hán: 阮福良徽; 1841 – ?), phong hiệu Tự Tân Công chúa (自新公主), là một công chúa con vua Thiệu Trị nhà Nguyễn trong lịch sử Việt Nam.

## Tiểu sử
Hoàng nữ Lương Huy sinh năm Tân Sửu (1841), là con gái thứ 26 của vua Thiệu Trị, mẹ là Ngũ giai Thuận tần Hoàng Thị Dĩnh. Công chúa Lương Huy là chị cùng mẹ với Tuy Lộc Công chúa Đoan Lương, hoàng tử Hồng Từ (chết yểu) và Thuận Mỹ Công chúa Phúc Huy.
Sử sách không ghi chép nhiều về hành trạng của công chúa Lương Huy, ngay cả chồng bà là ai cũng không được nhắc đến. Dựa trên việc đa phần các Thái trưởng công chúa (cô của vua) và Trưởng công chúa (chị em của vua) đều được ban phong hiệu vào năm Tự Đức thứ 22 (1869), bà Lương Huy rất có thể được sách phong làm Tự Tân Công chúa (自新公主) vào thời gian này.
Không rõ công chúa Lương Huy mất vào năm nào. Phong hiệu của hai bà công chúa Tự Tân và Lạc Thành (húy là Nhàn Đức, con gái thứ 31 của vua Thiệu Trị) được nhắc đến trên tấm bia khắc tên những người đã quyên tiền sửa chữa chùa Từ Hiếu. Tấm bia này được dựng vào năm Thành Thái thứ 11 (1899), có nghĩa là công chúa Lương Huy, và cả công chúa Nhàn Đức, đều vẫn còn sống vào thời điểm này.
Tẩm mộ của công chúa Tự Tân được táng tại kiệt 32 đường Huyền Trân Công Chúa (thuộc địa phận phường Thủy Biều, Huế). Gần đó là tẩm của Thuận tần Hoàng thị, mẹ của công chúa.